# ارتباط اپی ژنتیک و اعتیاد به مواد مخدر

## مقدمه
تنظیم اپی ژنتیک می‌تواند تغییرات طولانی‌مدت در بیان ژن را میانجی‌گری کند و مکانیزمی جذاب برای ناهنجاری‌های رفتاری پایدار است که مشخصه اعتیاد به مواد مخدر است.  وقتی فردی به مواد مخدر اعتیاد پیدا می‌کند، سلول های عصبی در سیستم پاداش مغز در طول دوره مواجهه مکرر با مواد مخدر در سطح اپی ژنتیک سازگار می‌شوند. این سازگاری‌های اپی ژنتیکی ناشی از دارو، تغییرات پایدار در عملکرد مغز را واسطه می‌کنند که به ناهنجاری‌های رفتاری مرتبط با مواد مخدر در طول زندگی کمک می‌کند و اعتیاد را تعریف می‌کند. هدف قرار دادن این تغییرات اپی ژنتیک، درک ما را از اساس بیولوژیکی اعتیاد افزایش می‌دهد و حتی ممکن است درمان‌های مؤثرتری برای مقابله با اعتیاد به همراه داشته باشد. با این حال، پیچیدگی چشم‌انداز عصبی اپی ژنتیک، تعیین اینکه کدام تغییرات اپی ژنتیکی ناشی از دارو باعث ایجاد مکانیسم‌های بیماری‌زایی اعتیاد به مواد مخدر می‌شود را دشوار می‌کند. 
اعتیاد به مواد مخدر را می‌توان به عنوان انعطاف‌پذیری عصبی ناسازگار با مواد مخدر در نظر گرفت که پس از شکل‌گیری، می‌تواند منجر به ناهنجاری‌های رفتاری مادام‌العمر شود. در حالی که مولکول‌های RNA و پروتئینی که احتمالاً واسطه‌ی این اثرات طولانی‌مدت هستند، معمولاً در چند روز تغییر می‌کنند، حدس زده می‌شود که مکانیسم‌های اپی ژنتیکی ممکن است بیان ژن و در نتیجه ویژگی‌های ذاتی مغز را در یک دوره زمانی بسیار طولانی‌تر تغییر دهند.  

## نقش استیلاسیون و متیلاسیون هیستون در اعتیاد به مواد مخدر
کروماتین از نوکلئوزوم ها، DNA پیچیده شده در اطراف اکتومر های هیستونی که هر کدام حاوی دو کپی از H2A، H2B، H3 و H4 هستند، تشکیل شده است. هیستون ها تحت انواع بسیاری از تغییرات پس از ترجمه (PTMs) قرار می گیرند که ساختار و تعامل آنها با DNA مجاور را تغییر می دهد. تغییرات استیلاسیون، متیلاسیون، فسفریلاسیون، یوبی کوئیتیناسیون، SUMOylation، سیترولیناسیون و ADP-ribosylation در دم های N ترمینال هیستون ها که از نوکلئوزوم بیرون زده ایجاد میشود. این تغییرات هیستون توسط آنزیم‌ها شکل گرفته و حذف می‌شوند، استیلاسیون هیستون، به ویژه، با فعال شدن ژن با خنثی کردن بارهای مثبت بر روی باقی مانده های لیزین در دم هیستون و افزایش فاصله بین نوکلئوزوم ها مرتبط است که این اصلاح توسط هیستون استیل ترانسفرازها (HATs) و هیستون داستیلازها (HDACs) تنظیم می شود . در زمینه تحقیقات اعتیاد به مواد مخدر، استیلاسیون هیستون و متیلاسیون به طور گسترده مورد مطالعه قرار گرفته است. قرار گرفتن در معرض مواد مخدر مانند کوکائین می تواند سطوح کلی استیلاسیون هیستون را در هسته اکومبنس (NAc) ، منطقه ای از مغز که در پردازش پاداش نقش دارد، افزایش دهد. اثرات استیلاسیون هیستون بر اعتیاد به مواد مخدر با استفاده از مهارکننده های HDAC یا حذف ژن های HDAC به طور خاص در هسته اکومبنس مورد مطالعه قرار گرفته است.  تغییرات در استیلاسیون هیستون در ژن های خاص در پاسخ به قرار گرفتن در معرض دارو مشاهده شده است و این تغییرات اغلب با بیان ژن تغییر یافته مرتبط است. برای مثال، قرار گرفتن در معرض کوکائین حاد ممکن است استیلاسیون H4 را در پروموتر ژن c-Fos افزایش دهد، در حالی که قرار گرفتن در معرض مزمن کوکائین ممکن است منجر به استیلاسیون H3 در پروموتورهای ژن BDNF و Cdk5 شود. یک مطالعه گسترده ژنومی با استفاده از تکنیک ChIP-chip  (در ایت نکنیک دو روش ایمونوفراسپیتاسیون کروماتین (ChIP) و microarray را با هم ترکیب می کنند) شناسایی مناطقی از DNA که توسط پروتئین های خاصی مانند هیستون ها یا فاکتورهای رونویسی متصل هستند، انجام شد که نقش استیلاسیون هیستون و متیلاسیون هیستون را در تنظیم بیان ژن در هسته اکومبنس (NAc) در پاسخ به قرار گرفتن در معرض کوکائین مزمن مورد بحث قرار می داد. تجویز مزمن کوکائین منجر به تغییرات در استیلاسیون هیستون می شود، به طوری که برخی از ژن ها افزایش استیلاسیون و برخی دیگر کاهش استیلاسیون را نشان می دهند. جالب توجه است که حداقل همپوشانی بین ژن هایی وجود داشت که تغییرات استیلاسیون هیستون H3 و هیستون H4 را نشان می داد. در حالی که بسیاری از ژن‌هایی که استیلاسیون هیستون تغییر یافته را نشان می‌دادند نیز تغییراتی در بیان mRNA نشان دادند، ژن‌هایی وجود داشتند که از این الگو پیروی نمی‌کردند. این نشان می دهد که استیلاسیون هیستون تنها یکی از جنبه های پیچیده "کد هیستون" است که فعالیت ژن را تنظیم می کند. متیلاسیون هیستون سرکوبگر نیز در اعتیاد به مواد مخدر نقش دارد.  دو هیستون متیل ترانسفراز خاص، G9a و GLP، پس از تجویز مزمن کوکائین یا مواد افیونی در NAc کاهش یافتند. این کاهش با کاهش سطح کلی متیلاسیون هیستون در حالت دی متیله Lys9 از H3 (H3K9me2) همراه بود. سایر انواع هیستون متیل ترانسفرازها و دی متیلازها تحت تأثیر قرار گرفتن در معرض دارو قرار نگرفتند. مسدود کردن عملکرد G9a پاسخ‌های رفتاری به مواد مخدر را افزایش داد، در حالی که افزایش عملکرد G9a اثر معکوس داشت. کاهش G9a همچنین منجر به افزایش شاخه زایی در نورون های NAc شد که با شکل پذیری سیناپسی در اعتیاد همراه است.
G9a به عنوان یک نقطه کنترل حیاتی برای تنظیم اپی ژنتیک در NAc میباشد. G9a با القای ΔFosB که یک فاکتور رونویسی مهم برای اعتیاد به مواد مخدر است مخالف است و ΔFosB بیان G9a را سرکوب می کند. علاوه بر این، G9a در NAc با مهار هیستون داستیلازها (HDACs) القا می شود که این اثرات رفتاری ضعیف کوکائین مشاهده شده در شرایط مهار طولانی مدت HDAC را توضیح می دهد. نقشه‌های ژنومی پیوند H3K9me2 تغییر یافته در NAc پس از قرار گرفتن در معرض کوکائین یا مواد افیونی مزمن با استفاده از تکنیک‌های Chip-chip یا ChiP-seq به دست آمده‌اند. همانند استیلاسیون هیستون، تغییرات در H3K9me2 با تغییر بیان ژن همراه بود، اما این تغییر زنتیکی به تنهایی قطعی نیست.
قرار گرفتن در معرض دارو سطوح جهانی هیستون PTMs در NAc را تغییر می‌دهد. به عنوان مثال، منجر به افزایش استیلاسیون هیستون و کاهش سطح PTM های خاص به نام H3K9me2 و H3K9me3 می شود. مطالعات گسترده ژنومی تایید کرده اند که افزایش گسترده در استیلاسیون هیستون و کاهش متیلاسیون H3K9 در بسیاری از مکان های ژنومی وجود دارد. با این حال، همچنین اشاره شده است که صدها ژن تغییرات معکوس را در این علائم نشان می‌دهند و اکثر ژن‌ها پس از قرار گرفتن در معرض دارو هیچ تغییری نشان نمی‌دهند و این سوال را برجسته می کند که چه چیزی تعیین می کند که یک ژن خاص در حضور تغییرات کلی در آنزیم های اصلاح کننده هیستون و علائم آنها اصلاح شود یا نشود. این نشان می دهد که اثرات قرار گرفتن در معرض دارو بر تنظیم ژن ممکن است صرفاً توسط تغییرات جهانی هیستون کنترل نشود. علاوه بر این، تغییرات هیستونی که خارج از پروموترهای ژن رخ می‌دهند، ممکن است نقش مهمی داشته باشند. تحقیقات اخیر نشان داده است که بخش قابل توجهی از ژنوم (بیش از 90٪) رونویسی شده و دارای عملکردهای تنظیمی است. محققان هزاران محل افتراقی هیستون PTM را در NAc پس از قرار گرفتن در معرض داروهایی مانند کوکائین و مورفین کشف کردند که بسیاری از آنها در توالی های ژنومی تکراری قرار داشتند. کاهش در H3K9me3 در تکرارهای خاص، مانند توالی LINE1، با افزایش بیان آن تکرارها همراه است. این نشان می دهد که در حالی که تغییرات ژنی خاص به شدت توسط تغییرات کلی هیستون کنترل نمی شود، الگوهای کلی مشاهده شده ممکن است منعکس کننده بی ثباتی ژنومی متداول پس از قرار گرفتن در معرض  استفاده مکرر دارو باشد.
نقش متیلاسیون DNA در اعتیاد:
متیلاسیون DNA شامل افزودن یک گروه متیل به موقعیت C5 مولکول سیتوزین (5-mC) ، به ویژه در سایت های CpG است. این تغییر زنتیکی نقش های مختلفی در تمایز سلولی، چاپ، غیرفعال کردن کروموزوم X، خاموش کردن عناصر تکراری و تشکیل تومور دارد. متیلاسیون DNA به طور کلی اثر سرکوب کننده بر رونویسی ژن اعمال میکند به این صورت که از ارتباط فاکتورهای متصل شونده به DNA به توالی های هدفشان جلوگیری میکند یا با استفاده از به کارگیری مهارکننده های رونویسی کروماتین های اطراف را به حالت خاموش تبدیل میکند. در مقایسه با تغییرات دم هیستون، که به راحتی قابل برگشت در نظر گرفته می شوند، متیلاسیون DNA به عنوان یک تغییر اپی ژنتیکی پایدارتر در نظر گرفته می شود.
DNMT3a، که یک DNA متیل ترانسفراز است، در ناحیه خاصی از مغز به نام Nucleus Accumbens (NAc) میباشد پس از خروج طولانی مدت از مصرف کوکائین (28 روز) افزایش می‌یابد.  حذف موضعی DNMT3a از NAc، یا تزریق موضعی مهارکننده DNMT RG108، پاسخ های رفتاری به کوکائین را افزایش داد، در حالی که بیان بیش از حد DNMT3a در NAc اثر معکوس داشت. DNMT3a به همین ترتیب شاخه زایی های دندریتیک نورون های NAc را تنظیم می کند.  علاوه بر این، حذف NAc از MeCP2 (پروتئین اتصال متیل CpG 2)، که یک تعدیل کننده مهم انعطاف پذیری عصبی می باشد، پاداش آمفتامین را افزایش می دهد. این یافته‌ها نشان می‌دهد که DNMT3a و MeCP2 برای کاهش اثر دارو عمل می‌کنند. 
تحقیقات اخیر نشان می دهد که متیلاسیون DNA در مغز بزرگسالان ممکن است پویاتر از آنچه قبلا تصور می شد باشد. پروتئین هایی به نام آنزیم های TET می توانند 5-متیل سیتوزین (5-mC) را به 5-هیدروکسی متیل سیتوزین (5-hmC) اکسید کنند، و سپس می تواند به مشتقات دیگر اصلاح شود. همچنین از طریق فرآیندهای آنزیمی مختلف، این مشتقات می توانند دوباره به حالت غیر متیله تبدیل شوند. این یافته‌ها توجه قابل‌توجهی را به خود جلب کرده‌اند. 

## RNA های غیر کد کننده
نقش microRNA ها و RNA های طولانی غیر کد کننده در اعتیاد به مواد مخدر:
توالی یابی کامل ژنوم پستانداران و محصولات رونویسی آن تعداد شگفت آور زیادی از RNA های بیان شده را نشان داده است که به پروتئین ترجمه نمی شوند. نشان داده شده است که چنین RNA های غیر کدکننده ای نقش های تنظیمی مهمی در عملکرد سلول ایفا می کنند.
انواع متعددی از microRNA ها (miRNA ها)، دسته ای از RNA های غیر کد کننده کوچک، در مدل های اعتیاد مورد بررسی قرار گرفته اند. miRNA ها با اتصال به mRNA های خاص و در نتیجه مسدود کردن ترجمه یا القای تخریب آنها، نقش سرکوب کننده ای بر بیان ژن ایفا می کنند. گزارش شده است که چندین miRNA توسط مواد مخدر تنظیم یا کاهش می یابد. به عنوان مثال، کوکائین باعث افزایش سطح miR-181a می شود و باعث کاهش miR-124 و let-7d در جسم مخطط مغز موش میشود. تقلید از این تغییرات در سطوح miRNA اثرات پاداش کوکائین را افزایش می دهد.
  پیش‌بینی‌های محاسباتی را می‌توان برای استنباط اینکه کدام mRNA‌ها هدف miRNA‌های تغییر یافته با دارو هستند، استفاده کرد، اگرچه دقت این پیش‌بینی‌ها می‌تواند متفاوت باشد. تحقیقات اخیر نشان داده است که miR-212 پس از مصرف خودسرانه کوکائین در جسم مخطط پشتی موش القا می شود و برای مهار مصرف بیشتر کوکائین عمل می کند. این اثر به miR-212 نسبت داده می‌شود که به‌طور غیرمستقیم منجر به فعال‌سازی CREB، یک عامل رونویسی شناخته شده برای خنثی کردن اثرات پاداش کوکائین می‌شود. چندین ژن اضافی دخیل در مدل‌های اعتیاد، مانند ΔFosB، ناقل دوپامین، و زیر واحدهای گیرنده گلوتامات، نیز با تغییرات ناشی از دارو در miRNA‌های خاص مرتبط هستند. توالی‌یابی نسل بعدی (NGS) برای شناسایی ده‌ها miRNA که با قرار گرفتن در معرض مزمن کوکائین در نواحی خاص مغز تنظیم می‌شوند، استفاده شده است.
اخیراً، RNA های طولانی غیر کدکننده (lncRNAs) به عنوان تنظیم کننده های کلیدی رونویسی ژن در حال ظهور هستند.  چنین RNA های غیر کدکننده ای که بیش از 200 جفت باز طول دارند، بسیار فراوان و به شدت تنظیم شده اند. به نظر می رسد که آنها برای انجام عملکردهای خود با تعدیل کمپلکس های اصلاح کننده کروماتین و تعامل با فاکتورهای رونویسی، از جمله اقدامات دیگر، فعل و انفعالات RNA-پروتئین را تشکیل می دهند. اگرچه نقش lncRNA ها در اعتیاد به مواد مخدر هنوز مشخص نشده است، داده‌های microarray نشان داد که چندین lncRNA در مغز انسان‌های معتاد تغییر می‌کنند. بررسی داده ها تا به امروز نشان داده است که بسیاری از اشکال تنظیم اپی ژنتیک در مناطق پاداش مغز با استفاده از مواد مخدر تغییر می‌کنند، و این تغییرات در تنظیم عملکرد دارو نقش دارند. سوال مطرح این است که چگونه تنظیم اپی ژنتیک منجر به تغییرات در بیان ژن می شود؟ هیچ اصلاح اپی ژنتیکی نمی تواند تغییر در بیان ژن را تعیین کند، زیرا تغییرات متعدد با هم کار می کنند. چالش در رمزگشایی این کد و درک چگونگی تعامل تغییرات مختلف برای تنظیم بیان ژن نهفته است. علاوه بر این، از آنجایی که سلول های مغز ناهمگن هستند، به دست آوردن داده های واضح از مطالعات in vivo دشوار است. با این حال، روش های جدیدی برای جداسازی انواع سلول های خاص و تجزیه و تحلیل تغییرات اپی ژنتیکی در حال توسعه است. همواره بر اهمیت درک گفتگوی متقابل در میان مکانیسم‌های مختلف اپی ژنتیکی، مانند تغییرات هیستون، متیلاسیون DNA و RNA‌های غیرکدکننده تأکید می‌شود. برخی رویدادهای متیلاسیون هیستون در سایت های DNA متیله غنی می شوند و برهمکنش بین RNA های غیر کد کننده و آنزیم های اصلاح کروماتین مشاهده شده است. بررسی این فعل و انفعالات یک اولویت در تحقیقات کنونی است.
با درک چگونگی تأثیرگذاری اشکال مختلف تنظیم اپی ژنتیکی بر فعالیت ژن درمیابیم که برخی از تغییرات ممکن است سطوح رونویسی ژن را تغییر دهند، در حالی که برخی دیگر ممکن است ژن ها را برای القا در پاسخ به محرک آغاز کنند یا حساسیت زدایی کنند. انتظار می‌رود که فناوری‌های توالی‌یابی نسل بعدی (NGS)  پاسخ‌های جامع‌تری به سؤالات ارائه دهند.
اصطلاح اپی ژنتیک معمولاً برای توصیف تغییرات مولکولی پویا بر روی کروماتین در هسته سلول استفاده می شود که پیامد عملکردی تنظیم فرآیندهای مرتبط با DNA مانند ترمیم DNA، سازماندهی کروماتین و رونویسی و پیرایش RNA و کارکرد سایر موارد را دارد. محققان اعتیاد به مواد مخدر به مطالعه اپی ژنتیک علاقه مند شده اند زیرا تجربه یک فرد، به ویژه مصرف ارادی و مکرر مواد مخدر، چشم انداز کروماتین در مغز را به شیوه ای خاص برای منطقه و نوع سلول تغییر می دهد. به طور گسترده این فرضیه وجود دارد که با تنظیم فرآیندهای مرتبط با DNA، این تغییرات اپی ژنتیکی ناشی از دارو به عملکرد ناهنجار سلولی کمک می کند که منجر به پاتوژنز اعتیاد به مواد مخدر می شود. بنابراین، ممکن است پتانسیل درمانی در هدف قرار دادن تغییرات اپی ژنتیکی کلیدی ناشی از دارو در مغز به عنوان راهی برای مبارزه با درگیری فرد به اعتیاد وجود داشته باشد. 
مشخصه اعتیاد به مواد، جستجو و مصرف اجباری مواد با وجود پیامدهای نامطلوب است.  آسیب‌پذیری در برابر اعتیاد از طریق بخش‌های تقریباً مساوی از استعداد ژنتیکی و خطرات محیطی ظاهر می‌شود، که به شدت نقش مهمی را برای مکانیسم‌های اپی ژنتیکی نشان می‌دهد.   تمام داروهای مورد سوء مصرف مدار دوپامین مزولیمبیک را هدف قرار می دهند که هدف تکاملی تقویت فعالیت های مهم برای بقا و تولید مثل فرد است، مانند جستجوی غذای خوش طعم و رابطه جنسی.  مدار مزولیمبیک از نورون‌های دوپامینرژیک در ناحیه تگمنتال شکمی مغز میانی (VTA) و عصب‌گیری آنها از نورون‌های خاردار متوسط (MSNs)، نوع سلول غالب در هسته اکومبنس (NAc) تشکیل شده است.  پاداش های طبیعی و داروهای مورد سوء استفاده از خاصیت افزایش شدید انتقال عصبی دوپامینرژیک در NAc12 مشترک هستند.  مصرف مزمن مواد مخدر باعث ایجاد تغییرات ساختاری، الکتروفیزیولوژیکی و رونویسی طولانی مدت در این ناحیه می شود که به عنوان بسترهای بیولوژیکی پایدار اعتیاد در نظر گرفته می شود.

## تعیین علیت با ویرایش عصبی اپی ژنتیکی خاص
معرفی پروتئین‌های همجوشی مصنوعی با کاربرد آسان، زمینه جدیدی از ویرایش عصبی اپی ژنتیکی درون تنی را در مغز راه‌اندازی کرده است و برای اولین بار امکان کشف مکانیسم‌های اپی ژنتیکی باعث ایجاد اعتیاد به مواد مخدر می‌شود. ویرایش عصبی اپی ژنتیک به بازنویسی هدفمند اپی ژنوم در یک مکان ژنومی منفرد در یک نورون یا نوع سلول دیگر در یک منطقه خاص مغز اشاره دارد. توانایی انجام این رویکرد جدید بر روی زمینه های ویرایش ژن و مهندسی اپی ژنوم ساخته شده است، که در هشت سال گذشته از رنسانس برخوردار بوده اند، اما تقریباً به طور انحصاری در شرایط آزمایشگاهی اعمال شده اند.     

## حوزه های اتصال به DNA
ویرایش عصبی اپی ژنتیکی از طریق بیان ساختارهای دو عملکردی متشکل از یک دامنه قابل برنامه ریزی و اتصال به DNA که به یک مکان ژنومی مورد نظر با میل ترکیبی و ویژگی بالا متصل می شود، و یک بخش تأثیرگذار، که واسطه یک اصلاح اپی ژنتیکی منحصراً محدود به چشم انداز کروماتین اتصال به DNA نزدیک است، انجام می شود.
اولین حوزه‌های اتصال به DNA مورد استفاده، پروتئین‌های انگشت روی (ZFPs) ،   مشتق‌شده از فاکتورهای رونویسی یوکاریوتی، یا افکتور های شبه فعال‌کننده رونویسی (TALEs)، مشتق‌شده از پروکاریوت‌های بیماری‌زای گیاهی بودند.  
توسعه جدیدتر هدف‌گیری ژنوم یوکاریوتی مبتنی بر CRISPR/dCas9، طراحی و سنتز حوزه‌های هدف‌گیری DNA را به‌طور اساسی ساده‌سازی کرده است.  بر خلاف پلتفرم‌های مبتنی بر ZFP و TALE، هدف‌گیری DNA CRISPR/dCas9 با برنامه‌ریزی یک توالی 20 جفت بازی در یک RNA راهنمای واحد (sgRNA) انجام می‌شود.

## کاربرد مطالعه اعتیاد به مواد مخدر
رویکردهای ویرایش عصبی اپی ژنتیکی چندین مزیت را نسبت به روش‌های متداول بیان بیش از حد ژن یا حذفی از جمله کنترل بیان ژن هدف از پروموتور درون‌زا (به طور بالقوه از طریق مکانیسم‌های فیزیولوژیکی مرتبط بسته به بخش مؤثر مورد استفاده)، و همچنین کنترل میزان سطوح بیان ژن در محدوده های فیزیولوژیکی را ارائه می‌دهند. با این حال، مانع اصلی برای استفاده از ویرایش عصبی اپی ژنتیک در مطالعات اعتیاد، چالشی در ارائه این ابزارها به مغز حیوانات بیدار است. تحویل چنین سازه‌هایی به بافت‌های دست‌نخورده یک حوزه تحقیقاتی فعال برای اهداف تحقیقاتی و درمانی است. تا به امروز، دانشمندان چندین رویکرد را برای تحویل مغزی را در شرایط درون تنی به کار برده‌اند، که بیشتر آنها شامل تزریق ناقل‌های ویروسی از طریق جراحی استریوتاکسیک است.
توانایی قراردادن یا برداشتن نشانه های اپی ژنتیکی خاص در مکان‌های ژنی محدود در انواع سلول‌های هدفمند در مناطق کلیدی مغز، توانایی بی‌نظیری را در اختیار محققان قرار می‌دهد تا به طور تجربی نقش این مکانیسم‌های مولکولی اپی ژنتیکی را در سندرم‌های عصبی روان‌پزشکی، مانند اعتیاد بررسی کنند. چند وجهی بودن و انعطاف پذیری رویکردهای ویرایش عصبی اپی ژنتیک آنها را به ابزاری ایده آل و سازگار برای باز کردن پیچیدگی اپی ژنتیکی درون تنی تبدیل می کند. 

## نکات برجسته
- مصرف مزمن مواد مخدر وضعیت اپی ژنتیکی نورون ها و سایر انواع سلول ها را در مناطق پاداش مغز تغییر می دهد. [۱]
- سازگاری های اپی ژنتیکی با اعتیاد در ارتباط است، اما علل توزیع آنها به طور کامل مشخص نشده است. [۱]
- ویرایش عصبی اپی ژنتیک، دستکاری های اپی ژنتیکی در یک لوکوس ژنی مشخص را در سلول های مغزی خاص امکان پذیر می کند. [۱]